# Apriona cinerea
Apriona cinerea là một loài bọ cánh cứng trong họ Cerambycidae.